# Furggabach
Der Furggabach ist ein etwa 3,5 Kilometer langer Bach im Flusssystem der Albula im Schweizer Kanton Graubünden. Er ist einer der beiden Quellbäche des Dischmabachs und vereint sich mit diesem auf etwa 2000 m ü. M. bei Dürrboden.

## Geographie
Der Furggabach entsteht aus mehreren Quellbächen oberhalb des Furggasees auf etwa 2600 m ü. M. Im Furggasee sammelt sich das Wasser der Quellbäche auf 2509 m ü. M. Dieser See liegt am Fusse von Radüner Rothorn und des Piz Radönt unweit der Fuorcla Grialetsch, welche eine Wasserscheide zum Inn darstellt. Aus dem Furggasee fliesst der Bach steil hinunter ins Dischmatal Richtung Dürrboden. Auf etwa 2200 m ü. M. fliessen ihm Quellbäche vom Fusse des Piz Grialetsch zu. Kurz vor den Häusern von Dürrboden verbindet er sich mit dem etwa gleich grossen Dischmabach. Da der Dischmabach Teil des hydrologischen Hauptstrangs des Alpenrheins ist und die beiden Quellbäche ebenbürtig sind, gilt das auch für den Furggabach.